# Arne Wahlberg

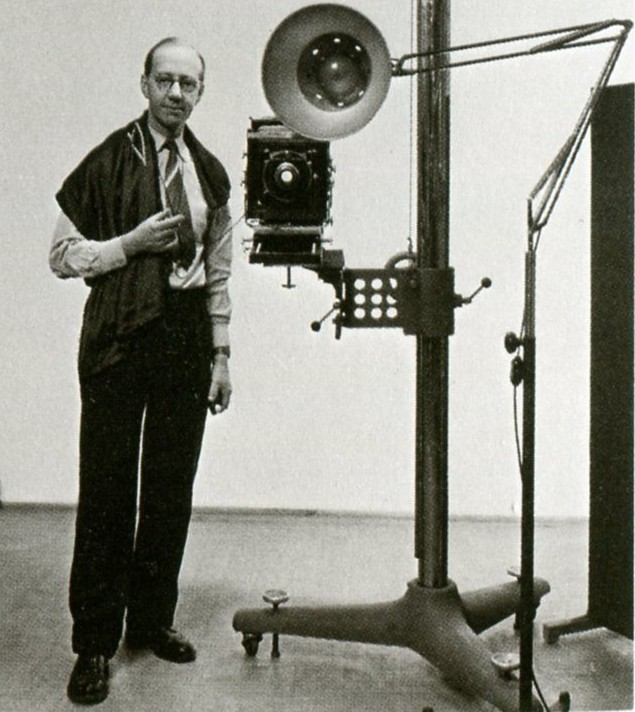
Arne Wahlberg i ateljén med sin Szabad-kamera, självporträtt, 1950-tal.

Arne Wahlberg, född 4 november 1905 i Örebro, död 27 maj 1987 i Asarum i Karlshamns kommun, var en svensk fotograf, verksam i Stockholm och känd för sina fotografier av föremål. Han var son till Gaston René Wahlberg och sonson till konstnären Alfred Wahlberg.
Arne Wahlberg for 1931 till Dresden för att studera hos två framstående porträttfotografer: Hugo Erfurth och Franz Fiedler. Erfurth arbetade 1931 fortfarande konservativt med dagsljus, medan Fiedler prövade nya metoder med skarptecknande optik och högglanspapper. Wahlberg och Fiedler skulle bli mångåriga vänner. Det följde ytterligare utbildningsår hos bland annat Ateljé Jaeger i Stockholm.
Wahlberg omsatte raskt sina nya intryck, framför allt gillade han knivskarpa föremålsbilder. Han skapade en ny fotoepok med sina bilder av glas från Kosta glasbruk. Det var rena raka bilder och något helt annat än 1920-talets murriga föremålsfotografier.  Snart följde uppdrag att avbilda även keramikföremål och efter kort tid blev han till en av Sveriges ledande föremålsfotografer. Under många år arbetade han för Svenska Slöjdföreningen. 
Redan 1929 hade han en egen ateljé hemma i bostaden, men flyttade snart till större lokaler vid Sveavägen. Hans ateljé var i många år den mest anlitade i Stockholm för brudparsfotografering. Porträtt och brudpar skötte Wahlbergs assistenter, medan han själv ägnade sig åt föremålsfotografering, varvid han kunde arbeta i timmar för att finjustera sina motiv innan han blev nöjd. Flera kända fotografer arbetade hos Wahlberg och gick sina läroår hos honom, bland dem Lennart af Petersens, Sune Sundahl, Erik Liljeroth och Key Nilson.